# Þorlákshöfn
Þorlákshöfn je rybářské město na jihozápadě Islandu, v obci Ölfus. Ve městě žije asi 1 500 obyvatel. Z přístavu je pravidelné lodní spojení k souostroví Vestmannaeyjar.

## Rodáci
- Jón Guðni Fjóluson, fotbalista